# رودرختان
رودرختان (نام علمی: Epidendreae) نام یک تبار از زیرخانواده رودرخت‌واران است.